# Élections législatives françaises de 1842
Les élections législatives françaises de 1842 font suite à la dissolution de la Chambre des députés par le roi Louis-Philippe Ier. Cette dissolution vise à conforter la majorité parlementaire de François Guizot. Ce scrutin a lieu le 9 juillet 1842.

## Mode de scrutin
Conformément à la charte de 1830, les députés sont élus au scrutin uninominal majoritaire à trois tours dans l'une des 459 circonscriptions définies par le redécoupage de 1831. Le suffrage est censitaire.

## Résultats
|       |                        |      |       |        |               |
| Parti | Parti                  | Voix | %     | Sièges | +/-           |
|       | Parti de la Résistance |      | 57,95 | 266    | 67            |
|       | Parti du Mouvement     |      | 42,05 | 193    | 37            |
|       |                        |      |       |        |               |
| Total | Total                  |      | 100   | 459    | en stagnation |

La Chambre est dissoute par Louis-Philippe le 16 juillet 1846.